# The Strange Woman (film 1918)
The Strange Woman è un film muto del 1918 diretto da Edward J. Le Saint.

## Trama
A Parigi, costretta dalla madre a sposare un uomo per interesse, Inez de Pierrefond viene brutalizzata dal marito il quale finisce, poi, per restare ucciso durante una rissa tra ubriachi, lasciandola vedova. La donna giura a sé stessa che non si sposerà mai più. Così, quando incontra John Hemingway e se ne innamora, resta fedele al suo giuramento e non accetta di sposarlo. Lui resta sconvolto dalle idee di Inez riguardo al matrimonio ma viene convinto da un amico che gli dimostra la coerenza del pensiero della donna. I due innamorati, allora, cominciano a vivere insieme e tutto sembra filare liscio. Quando la coppia parte per lo Iowa, dove vive John, i cittadini di Delphi spettegolano sulla bella parigina che viene considerata da tutti un'avventuriera. Letto poi il libro Libero amore, di cui è autrice Inez, si premurano di avvisare la signora Hemingway, la madre di John, della scarsa morale della giovane donna. Inez, allora, racconta alla signora Hemingway la propria storia e accusa gli abitanti della città di essere degli ipocriti. La vecchia signora comprende quella giovane e perdona il suo comportamento. Inez, commossa dalla tenera devozione che la signora mostra per il figlio, acconsente alla fine a sposarlo.

## Produzione
Il film fu prodotto dalla Fox Film Corporation.

## Distribuzione
Distribuito dalla Fox Film Corporation, il film uscì nelle sale cinematografiche USA l'8 dicembre 1918.